# Gerhard Schwerin
Gerhard Schwerin (n. 12 aprilie 1943) este un deputat român în legislatura 1990-1992, ales în județul Mehedinți pe listele partidului FSN. În cadrul activității sale parlamentare, Gerhard Schwerin a fost membru în grupurilr parlamentare de prietenie cu Republica Polonă și Republica Federală Germania. 